# Fazekasboda
Fazekasboda là một thị trấn thuộc hạt Baranya, Hungary. Thị trấn này có diện tích 7,02 km², dân số năm 2010 là 200 người, mật độ 28 người/km².